# إسفنديار رحيم مشائي
إسفنديار رحيم مشائي (15 نوفمبر 1960 -) هو سياسي إيراني.

## مسيرته
كان وزير للسياحة في فترة محمود أحمدي نجاد الأولى الرئاسية من 2005 حتى 2009. عينهُ محمود أحمدي نجاد رئيس الجمهورية الإسلامية الإيرانية نائبا أول له في يوليو 2009. صرح في تموز/يوليو 2008، بأن إيران صديقة للشعب الإسرائيلي، وقال مشائي يومها «ان إيران اليوم هي صديقة الشعب الاميركي والشعب الإسرائيلي. ما من أمة في العالم هي عدوتنا وهذا فخر لنا».وأضاف «اننا نعتبر الشعب الاميركي من أفضل شعوب العالم». هو مقرب جدًا من محمود أحمدي نجاد وابنته متزوجه من ابن محمود أحمدي نجاد.